# Evangelische Kirche (Rańsk)
Die Evangelisch-Augsburgische Kirche in Rańsk (deutsch Rheinswein) ist eine verputzte Feldsteinkirche mit Fachwerkturm aus dem beginnenden 19. Jahrhundert. Sie ist bis heute ein evangelisches Gotteshaus. Bis 1945 war sie Pfarrkirche des ostpreußischen Kirchspiels Rheinswein und ist heute eine Filialkirche der Pfarrei Szczytno (deutsch Ortelsburg) in der polnischen Woiwodschaft Ermland-Masuren.

## Geographische Lage
Rańsk liegt am Ostufer des Rheinswein-Sees (polnisch Jezioro Rańskie) in der südlichen Mitte der Woiwodschaft Ermland-Masuren nördlich der Stadt Szczytno. Durch das Dorf führt die Woiwodschaftsstraße 600, die Mrągowo (Sensburg) mit Szczytno verbindet.
Die Kirche steht in der nördlichen Ortsmitte östlich der Hauptstraße.

## Kirchengebäude
Eine erste Kirche wurde in Rheinswein bereits in den 1380er Jahren erbaut. Grundelemente dieser Kirche haben sich als Fragmente beim Bau der jetzigen Kirche erhalten. In den Jahren 1815 bis 1827 wurde sie errichtet, wobei es in den 1820er Jahren mannigfache Bauprobleme zu meistern galt, die den Bau verzögerten. Es entstand ein heute verputzter chorloser Feldsteinbau mit zwei Anbauten. An der Westseite wurde ein Fachwerkturm errichtet, der auf gemauerten Ziegelsteinen ruht. Die Kirche erfuhr in den Jahren 1895 bis 1901 eine umfassende Restaurierung.
Das Kircheninnere ist schlicht gehalten. Den Raum überspannt eine breite und gewölbte Holzdecke. Ein aus dem 16. Jahrhundert stammender und wertvoller Altar wurde dem Heimatmuseum Ortelsburg („Muzeum Mazurskie“) übergeben. Der heutige Altar aus der Mitte der 19. Jahrhunderts bildet mit der Kanzel ein Ganzes.
Ein besonderes Augenmerk verdient eine Gedenktafel für 14 Gemeindeglieder, die in den Napoleonischen Kriegen als Soldaten gefallen waren und deren Namen einzeln genannt werden. Die Tafel ist auf den 24. Juni 1816 datiert.
Das Geläut der Kirche besteht aus drei Glocken.
Die Orgel ist ein Werk des Königsberger Orgelbaumeisters Max Terletzki. Sie hat acht Stimmen bei zwei Manualen und eingehängtem Pedal. Das Instrument war bis in die 1990er Jahre in einem äußerst desolaten Zustand und 25 Jahre unspielbar. Eine Restaurierung war für die Gemeinde finanziell nicht machbar. Da kam es gelegen, dass Adam Zalewski, ein junger Organist aus Stettin, „zur rechten Zeit am rechten Ort“ war. Mit selbst erarbeiteten Kenntnissen im Orgelbau machte er sich an eine sehr aufwändige Reparatur und brachte die Orgel in zeitraubender Kleinarbeit wieder zum Klingen. Als die Rańsker Kirchengemeinde am 20. August 2017 aus Anlass des 190-jährigen Bestehens der Kirche einen festlichen Gottesdienst feierte, musizierte Adam Zalewski unter großem Applaus an „seiner“ Orgel.
Die Kirche in Rańsk ist eines der wenigen Gotteshäuser in Masuren, das nach dem Zweiten Weltkrieg evangelisch geblieben und heute im Eigentum der Evangelisch-Augsburgischen Kirche in Polen ist.

## Kirchengemeinde

### Kirchengeschichte

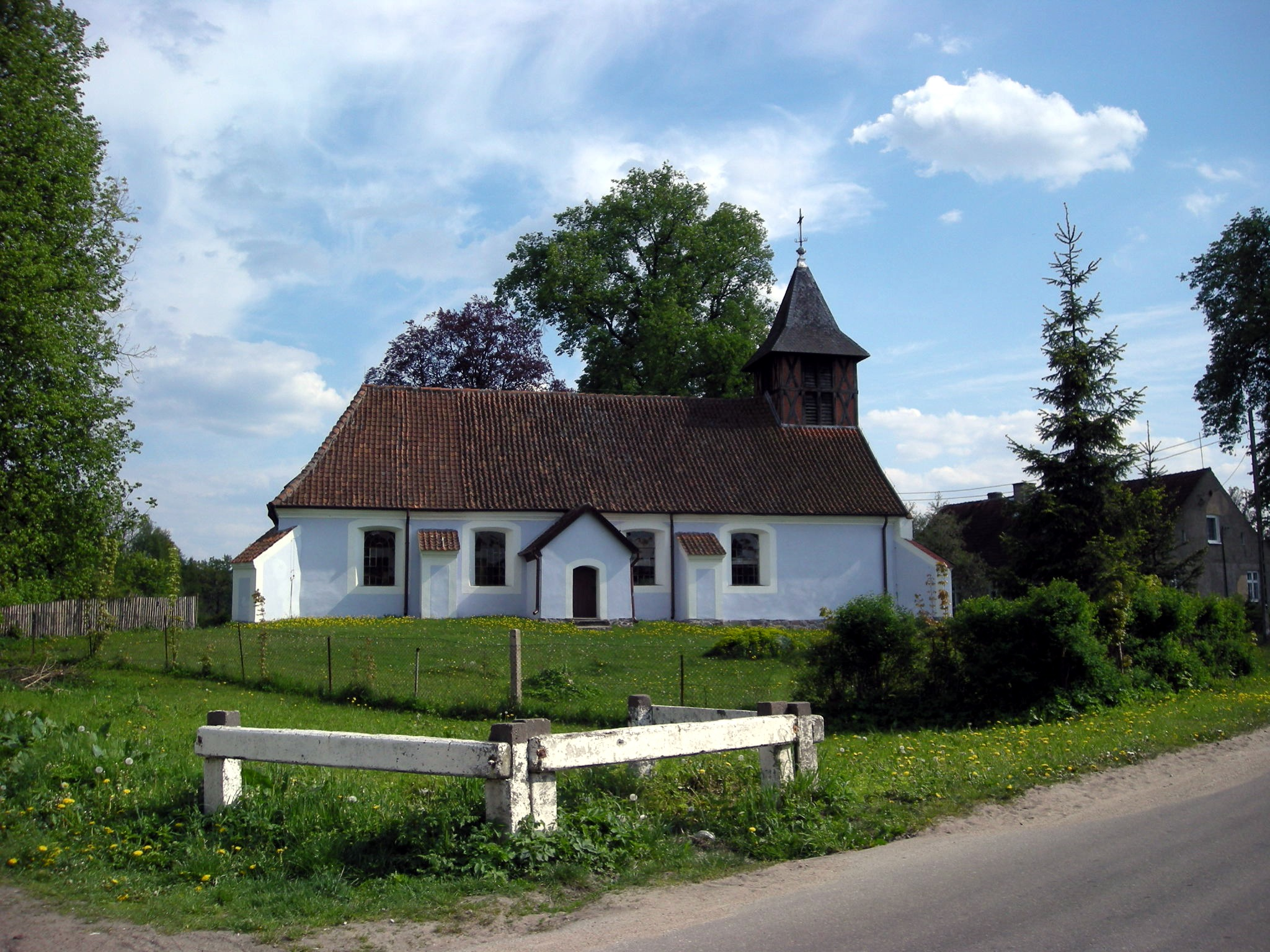
Die Kirche und das südwestlich stehende alte Pfarrhaus

Eine kirchliche Gemeinde hat es in Rheinswein bereits in vorreformatorischer Zeit gegeben. Sie fand 1383 eine Erwähnung. Seit 1468 bestand das Kirchenpatronat, das bis 1780 die Rheinsweiner Gutsbesitzerfamilie Küchmeister von Sternberg wahrnahm und danach auf verschiedene Besitzerfamilie bis 1945 – zuletzt an Familie Schneider – überging.
Seit der Einführung der Reformation ist die Kirche Rheinswein bzw. Rańsk evangelisch orientiert.
Anfangs war die Pfarrei Rheinswein in die Inspektion Saalfeld (polnisch Zalewo) eingegliedert. Bis 1945 gehörte sie dann zum Superintendenturbezirk Passenheim (polnisch Pasym) im Kirchenkreis Ortelsburg in der Kirchenprovinz Ostpreußen der Kirche der Altpreußischen Union. Im Jahre 1925 zählte das Kirchspiel Rheinswein mehr als 2700 Gemeindeglieder, deren größter Teil in der das Kirchdorf umgebenden Region lebten.
Nach 1945 ging die Kirche Rheinswein in dem nun Rańsk genannten Ort in das Eigentum der Evangelisch-Augsburgischen Kirche in Polen (EAKP) über. Hier amtierten Geistliche aus Szczytno an der Pfarrkirche, die dann allerdings in eine Filialkirche der Pfarrei Szczytno herabgestuft  wurde. Die Pfarrei gehört zur Diözese Masuren der EAKP.
Aus der Zeit vor 1945 stammen ein alter evangelischer Friedhof sowie das neben der Kirche stehende einstige Pfarrhaus. Letzteres wurde 2017 einer dringend notwendigen Dachreparatur unterzogen.

### Kirchspielorte (bis 1945)
Zum Rheinsweiner Kirchspiel gehörten bis 1945 mehr als zwanzig Dörfer, Ortschaften bzw. Wohnplätze:
| Deutscher Name                  | Geänderter Name 1938 bis 1945 | Polnischer Name |  | Deutscher Name | Geänderter Name 1938 bis 1945 | Polnischer Name |
| ------------------------------- | ----------------------------- | --------------- |  | -------------- | ----------------------------- | --------------- |
| Alt Kallenczin                  | Emshof                        |                 |  | Julienhof      |                               | Julkowo         |
| Annaberg                        |                               | Zagórzany       |  | * Kallenczin   | Kallenau                      | Kałęczyn        |
| Antonienhof                     |                               |                 |  | Klein Lontzig  |                               |                 |
| Babanten                        |                               | Babięty         |  | * Mingfen      |                               | Miętkie         |
| Burggarten bis 1908: Grodzisken |                               | Grodziska       |  | Przytullen     | Steinhöhe                     | Przytuły        |
| * Erben                         |                               | Orzyny          |  | * Rheinswein   |                               | Rańsk           |
| Gronden                         |                               | Grądy           |  | * Rogallen     | Rogenau                       | Rogale          |
| Hermannshof                     |                               | Rogowo          |  | Rowmühle       | Babantmühle                   | Rów             |
| Ingelheim                       |                               | Maniny          |  | Salleschen     | Ingelheim                     | Zalesie         |
| * Jellinowen                    | Gellen (Ostpr.)               | Jeleniowo       |  | Sysdroyheide   | Sixdroiheide                  | Zimny Zdrój     |
| Johnau                          |                               |                 |  | Zimnawodda     | (ab 1933:) Hirschthal         | Zimna Woda      |

- Anmerkungen zur Tabelle:

1. 1 2  Der * kennzeichnet einen Schulort

### Pfarrer (bis 1945)
An der Rheinsweiner Kirche amtierten bis 1945 als evangelische Geistliche die Pfarrer.
- Paul Schwartz, 1566/1573
- Andreas Bock, bis 1658
- Michael Saphran, 1658–1664
- Michael Wannowius, 1678–1709
- Jacob Nicolowius, 1709–1716
- Georg Wengorovius, 1716–1721
- Daniel Skowronski, 1723–1763
- Gottfried Fleischer, 1763–1808
- Gottlieb Nikolaiski, 1808–1826
- Friedrich Ludwig Riemer, 1827–1828
- Friedrich Leopold Montzka, 1828–1830
- Julius Herm. E. Wendland, 1830–1850
- Hermann Albert Heling, 1850–1874
- Johann Julius Ignée, 1874–1879
- Karl Oskar Aug. Nikolaiski, 1882–1894
- Gustav Adolf Will, 1894–1906
- Richard Schwarz, 1906–1929
- Rudolf Mantze, 1929–1935
- Erwin Grzybowski, 1936–1943
- Heinz Ludwig Sassenscheidt, 1944–1945